# Cornelio Sommaruga
Pour les articles homonymes, voir Sommaruga.
Cornelio Sommaruga, né le 29 décembre 1932 à Rome et mort le 18 février 2024 à Genève, est un juriste et diplomate suisse.
Il préside le Comité international de la Croix-Rouge (CICR) de 1987 à 1999, le Centre international de déminage humanitaire-Genève de 2000 à 2008, la Fondation pour le futur à Amman, Initiatives et Changement international à Caux (Suisse) et est actif dans plusieurs conseils de fondation, tels que celui de la Fondation internationale contre le cancer.

## Biographie

### Premières années et formation
Élevé par des parents profondément catholiques, Cornelio Sommaruga est resté un chrétien fervent tout au long de sa vie. Il a été profondément influencé par ses premières années à Rome et la période pendant laquelle son père a représenté le Libéria au Vatican lui a sans doute inspiré sa vocation diplomatique et humanitaire. Malgré ce lien fort avec Rome, il a aussi des liens étroits avec le Tessin, canton d'origine de sa famille.
Après des études secondaires en Italie, il a fréquenté l'Université de Zurich, où il a obtenu un doctorat en droit en 1957.

### Carrière
De 1957 à 1959, Cornelio Sommaruga travaille deux ans dans le secteur bancaire à Zurich.
En 1960, il entre dans le corps diplomatique suisse.
De 1960 à 1973, il occupe successivement des postes à La Haye, Cologne, Rome et finalement à Genève, où il est chef-adjoint de la délégation suisse auprès de l'Association européenne de libre-échange (AELE), de la Conférence des Nations unies sur le commerce et le développement (CNUCED), de l'Accord général sur les tarifs douaniers et le commerce (GATT) et de la Commission économique pour l'Europe de l'Organisation des Nations unies (CEE/ONU), période au cours de laquelle s’affirment ses compétences de diplomate et de négociateur.
De 1973 à 1975, il est sous-secrétaire général de l'AELE à Genève.
De 1976 à 1983, il est membre de la direction de l’Office fédéral des affaires économiques extérieures à Berne d’abord comme ministre plénipotentiaire, puis à partir de 1977 comme ambassadeur, et à partir de 1980 comme ambassadeur délégué aux accords commerciaux.
De 1984 à 1987, il a été Secrétaire d'État aux affaires économiques extérieures.
De 1987 à 1999, il est nommé président du Comité international de la Croix-Rouge(CICR), organisme qui dirige et coordonne les quelque 186 associations du Mouvement international de la Croix-Rouge et du Croissant-Rouge, poste où il succède à Alexandre Hay (en). Durant son mandat, le budget et les activités internationales du CICR ont considérablement augmenté. Il a maintenu la neutralité du CICR tout en gardant des liens étroits avec tous les gouvernements des États signataires des Conventions de Genève. Une de ses initiatives marquantes a été de proposer, en 1992, « l'adoption d’un emblème additionnel, libre de toute connotation nationale, politique ou religieuse, qui serait mis à disposition des États et des Sociétés nationales qui ne peuvent adopter l’un ou l’autre des emblèmes existants. » Il s'agissait de faire droit notamment à la réserve formulée dès 1949 par l’État d'Israël qui ne se reconnaissait ni dans la croix ni dans le croissant sans tomber dans une prolifération des emblèmes qui leur aurait fait perdre leur efficacité voire jusqu'à leur neutralité. Après quinze ans de négociations, ce nouvel emblème a finalement été adopté sous forme du Cristal rouge lors de la 29e conférence internationale de la Croix-Rouge et du Croissant-Rouge des 20 et 21 juin 2006 à Genève.

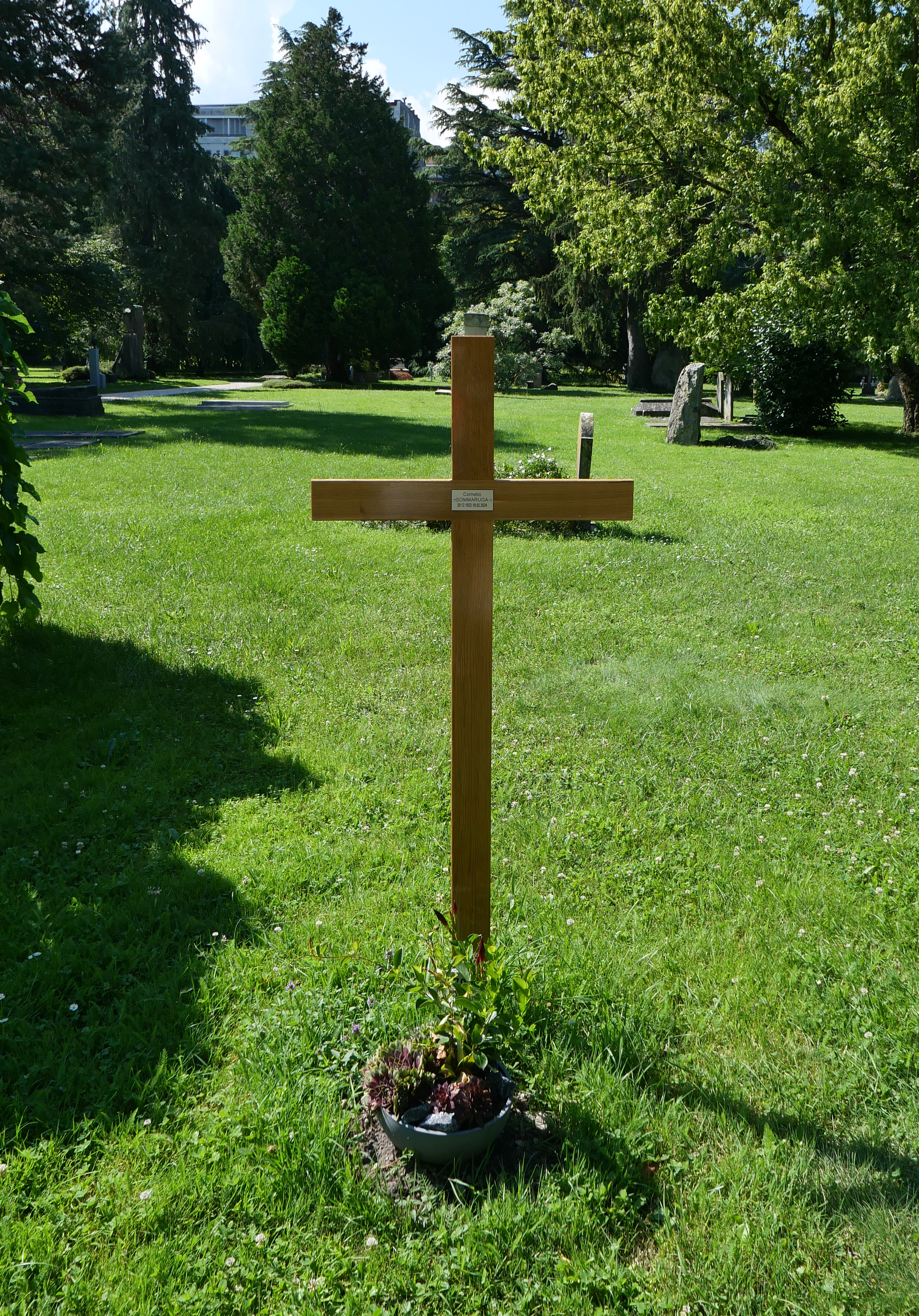
Vue de la sépulture.

Lors de sa retraite du service diplomatique, Cornelio Sommaruga préside pendant quatre ans la fondation suisse Initiatives et changement, puis, en avril 2002, il devient membre fondateur et premier président d'Initiatives et changement international . À ce poste, il a pu soutenir les initiatives de paix et de réconciliation dans la région des Grands Lacs africains et au Sierra Leone,. Il a continué pendant toute cette période à siéger dans plusieurs conseils d'administration de bienfaisance où d’entreprises.

### Famille
Cornelio Sommaruga a épousé Ornella Marzorati en 1957 et ils ont eu six enfants,, dont Carlo Sommaruga.
Sommaruga a trouvé sa dernière demeure au Cimetière des Rois, considéré comme le Panthéon de Genève.

## Distinctions
- 1977-1978 : président de la 32e session de la Commission économique pour l'Europe de l'Organisation des Nations unies (CEE/ONU)
- 1982-1984 : coprésident Commissione consultativa culturale italo-svizzera
- 1985 : docteur honoris causa en sciences politiques de l’Université de Fribourg
- 1985 : docteur honoris causa ès relations internationales de l’université de Minho, Braga, Portugal
- 1991 : docteur honoris causa de l’université de Bologne
- 1992 : docteur honoris causa de l’université de Nice-Sophia Antipolis
- 1992 : docteur honoris causa de l’université de Séoul
- 1995 : Presidential Award de l’université de Tel-Aviv
- 1995 : prix de la Century Foundation, BSI
- 1996 : prix de la section Suisse de la Société internationale pour les droits de l’homme
- 1996 : prix Josef Krainer, Graz
- 1997 : docteur honoris causa de l’Université de Genève
- 1998 : Culture, canton de Bâle-campagne
- 2001 : prix Nord-Sud du Conseil de l’Europe
- 2003 : personnalité suisse la plus populaire auprès des journalistes étrangers, Association de la presse étrangère en Suisse
- 2003 : prix de la Fondation Dr. J.E. Brandenberger
- 2003 : Dr. Jean Mayer Award for Global Citizenship, université Tufts, Boston
- 2009 : médaille Henry-Dunant remise par le Mouvement international de la Croix-Rouge et du Croissant-Rouge
- 2011 : prix Marcel-Rudloff de la tolérance

## Sources

### Livres
- Le CICR, le cœur et la raison, entretien avec Cornelio Sommaruga, Massimo Lorenzi, Favre, Lausanne, 1998
- Oser la paix – l'audace des réconciliateurs; textes recueillis par Richard Werly et François d'Alençon, voir l'interview croisée de Cornelio Sommaruga et Mohamed Sahnoun, par François d’Alançon et Richard Wehrly, Éditions Autrement, Paris, 2011

### Sites Internet
- Croix-Rouge
- Association Initiatives et Changement
- Cornelio Sommaruga dans la base de données des Documents Diplomatiques Suisses